# Pseudovermis hancocki
Pseudovermis hancocki es una especie de molusco gasterópodo de la familia Pseudovermidae.

## Distribución geográfica
Se encuentra  en Nueva Zelanda.